# Giorgio Fieschi
Giorgio Fieschi (final do século XIV - 11 de outubro de 1461) foi um arcebispo e cardeal italiano, Deão do Sagrado Colégio dos Cardeais e arcebispo de Génova.

## Biografia
Filho de Ettore Fieschi, conde de Lavagna. Parente dos papas Inocêncio IV e Adriano V, e dos Cardeais Guglielmo Fieschi (1244), Luca Fieschi (1300), Giovanni Fieschi (1378), Ludovico Fieschi (1384), Lorenzo Maria Fieschi (1706) e Adriano Fieschi (1834), além de tio de Niccolò Fieschi.
Estudou direito canônico e civil na Universidade de Bolonha; em 1428, obteve a licenciatura “em decretos com rigor de exame”. Cônego do capítulo da catedral de Gênova.

## Vida religiosa
Foi nomeado Bispo de Mariana, na Córsega, em 27 de maio de 1433, confirmado em 10 de maio de 1434; consagrado apenas em 27 de fevereiro de 1435, na capela de S. Nicola, S. Maria la Nuova, Florença, por Cristoforo de San Marcello, bispo de Cervia, auxiliado por Gabriele Jacobi, bispo de Modon, e por Gabriele Benveduto, bispo de Fossombrone. Em 3 de outubro de 1436 é promovido a metropolita da arquidiocese de Génova, que ocupou até 1439 quando, em 18 de dezembro foi criado cardeal pelo Papa Eugênio IV.
Em 8 de janeiro de 1840, recebeu o título de Santa Anastácia. Chegou a Florença em 12 de abril de 1440 para participar do concílio; o papa terminou as cerimônias de sua investidura cardinalícia em 20 de abril de 1440. Foi notado em Florença em 24 de outubro de 1442. Abade commendatario do mosteiro de Tiglieto, 1442-1447. Em 6 de fevereiro de 1443, recebeu em commendam a sé de Sagona na Córsega; manteve a sé até 21 de maio de 1445. Partiu para Siena em 8 de agosto de 1443. Foi inscrito na Irmandade do Espírito Santo em 10 de abril de 1446. Administrador da sé de Luni em 1446. Abade commendatório do mosteiro beneditino de Lonato, diocese de Verona, em 3 de junho de 1446. Deixou Roma para Gênova em 9 de setembro de 1446. Recebeu em comenda a sé de Noli em 13 de fevereiro de 1447; manteve a sé até 7 de agosto de 1448. Retornou a Roma em 21 de fevereiro de 1447.
Sob o Papa Nicolau V, Camerlengo do Sagrado Colégio dos Cardeais para o ano de 1447. Recebeu em comenda a sé de Albenga em 31 de julho de 1448; manteve a sé até 21 de dezembro de 1459. Promovido a ordem dos cardeais-bispos e a sé suburbicária de Palestrina no consistório de 5 de março de 1449. Partiu para Gênova em 22 de abril de 1449. Permaneceu ausente de Roma por seis meses. Legado do Papa Nicolau V na Ligúria. Participou do consistório secreto de 27 de outubro de 1451. Sob o Papa Calisto III, passa a sé suburbicária de Ostia e Velletri, própria do decano do Sagrado Colégio dos Cardeais, em 28 de abril de 1455. Retornou a Gênova em 1º de novembro de 1459.
O cardeal faleceu em Roma. Após sua morte seu corpo foi transferido para Gênova e recebido em um mausoléu na capela de São Jorge na Catedral de Gênova.

## Conclaves
- Conclave de 1447 – participou da eleição do Papa Nicolau V.
- Conclave de 1455 – participou da eleição do Papa Calisto III.
- Conclave de 1458 – participou como decano da eleição do Papa Pio II.